# James Van Allen

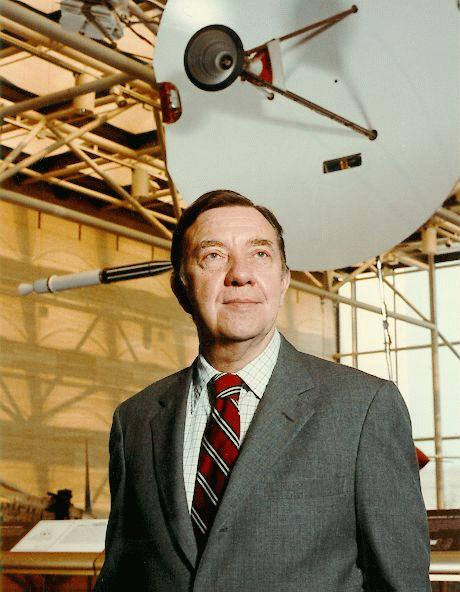
James Van Allen vid National Air and Space Museum] i januari 1977.

James Van Allen, född 7 september 1914 i Mount Pleasant, Iowa, död 9 augusti 2006 i Iowa City, Iowa, var en amerikansk fysiker som arbetade vid University of Iowa. Ur mätresultat från forskningssatelliterna Explorer I och Explorer II, påvisade han 1958 att jorden omges av två bälten med hög strålningsintensitet bestående av elektroner och protoner. Bältena har sedan uppkallats efter Van Allen.
Van Allen invaldes 1981 som utländsk ledamot av Kungliga Vetenskapsakademien. För sina forskningsresultat tilldelades han 1989 Kungliga Vetenskapsakademins Crafoord-pris, som i dag uppgår till cirka 500 000 USD.